# Línguas maias
As línguas maias formam uma família linguística e são faladas na Mesoamérica e no norte da América Central por mais de seis milhões de indígenas maias, sobretudo na Guatemala, México e Belize. Em 1996 a Guatemala reconheceu formalmente 21 línguas maias e o México reconhece outras oito.
A família das línguas maias é uma das mais bem documentadas e estudadas nas Américas. As línguas maias atuais descendem do protomaia, uma língua que se pensa ter sido falada há pelo menos 5 000 anos e parcialmente reconstruída usando o método comparativo.
As línguas maias fazem parte da área linguística mesoamericana, uma área de convergência linguística desenvolvida ao longo de milénios  e interação entre os vários povos da Mesoamérica. Elas exibem os traços básicos identificadores desta área linguística. Por exemplo, todas utilizam substantivos relacionais em vez de preposições para indicarem relações espaciais. Possuem também características gramaticais e tipológicas que as diferenciam de outras línguas da Mesoamérica, como a ergatividade no tratamento gramatical dos verbos e seus sujeitos e objectos, categorias específicas de inflexão para os verbos, e uma classe gramatical especial de posicionais que é típica de todas as línguas maias.
Durante a época pré-colombiana da história mesoamericana, algumas línguas maias eram escritas usando a escrita hieroglífica maia. O seu uso foi particularmente generalizado no período clássico da civilização maia (250 - 900 d.C.). O conjunto de mais de 10 000 inscrições individuais maias que chegou até aos nossos dias (em edifícios, nas obras de olaria e nos códices maias), combinado com a rica literatura pós-colonial das línguas maias escrita utilizando o alfabeto latino, fornecem uma base para a compreensão moderna da história pré-colombiana sem paralelo nas Américas.

## História

### Protomaia
As línguas maias são descendentes de uma protolíngua chamada protomaia, ou em maia quiché, Nab'ee Maya' Tzij ("a antiga língua maia"). Crê-se que a língua protomaia teria sido falada nas terras altas de Cuchumatanes na Guatemala central numa área que corresponde aproximadamente àquela onde hoje em dia se fala o canjobalano. A primeira divisão ocorreu por volta de 2200 a.C. quando o huastecano se separou da língua maia original, após os seus falantes se terem deslocado para noroeste ao longo da costa do golfo do México. A seguir foram os falantes de proto-iucatecano e proto-cholano que se separaram do grupo principal deslocando-se para norte até à península de Iucatã. Os falantes do ramo ocidental deslocaram-se para sul, para as regiões actualmente habitadas pelos povos mam e quiché. Mais tarde, falantes do proto-seltalano separaram-se do grupo cholano e deslocaram-se para sul até às terras altas de Chiapas, onde entraram em contacto com falantes das línguas mixe-zoqueanas.
Durante o período arcaico (antes de 2000 a.C.) parecem ter entrado na língua protomaia várias palavras com origem em línguas mixe-zoqueanas. Esta constatação conduziu à hipótese de entre os primeiros maias predominarem os falantes de línguas mixe-zoqueanas, possivelmente da cultura olmeca. Por outro lado, nos casos da língua xinca e da língua lenca, as línguas maias são mais fornecedoras que receptoras de empréstimos linguísticos. Para alguns especialistas em línguas maias, como Lyle Campbell, este facto parece sugerir um período de contacto intenso entre os os povos maias e os povos lenca e xinca, possivelmente durante o período clássico (250 - 900 d.C.).

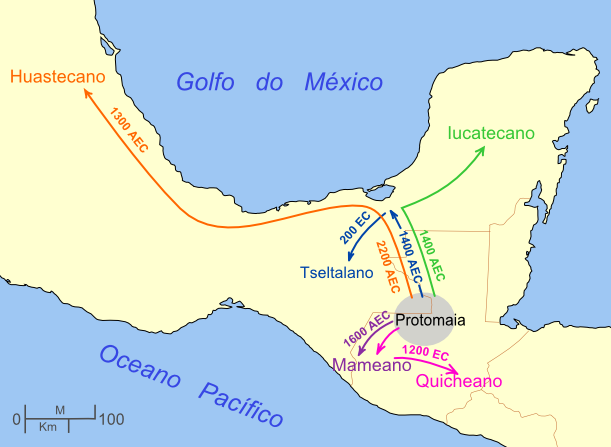
Rotas e datas aproximadas de migração para várias famílias de línguas maias. A região identificada como protomaia é actualmente ocupada por falantes do ramo canjobalano.

### Período clássico
Durante o período clássico, todos os ramos principais se diversificaram em línguas separadas. No entanto, os textos glíficos apenas registam duas variedades da língua maia - uma variedade de cholano encontrada em textos escritos no sul da área maia e nas terras altas e uma variedade iucatecana encontrada em textos da península de Iucatã.
Foi recentemente sugerido que a variedade específica de cholano encontrada em textos glíficos é mais bem entendida como "choltiano clássico", a língua ancestral das modernas línguas chorti e cholti. Pensa-se que terá tido a sua origem no sul da bacia de Petén; teria sido utilizada nas inscrições e talvez fosse também falada pelas elites e sacerdotes. A razão por detrás da existência de apenas duas variedades linguísticas nos textos glíficos, é que provavelmente estas funcionavam como dialectos de prestígio por toda a região maia; os textos hieroglíficos teriam sido redigidos na língua da elite.

### Período colonial
Durante a colonização da América Central, todas as línguas indígenas foram eclipsadas pela língua castelhana, que se tornou na nova língua de prestígio. As línguas maias não foram excepção, e o seu uso em muitos domínios sociais importantes, incluindo administração, religião e literatura, chegou ao fim. Ainda assim, a área maia resistiu mais que outras às influências vindas do exterior, e talvez por este motivo muitas comunidades maias ainda hoje mantêm uma grande proporção de pessoas que falam apenas uma língua. No entanto, a área maia encontra-se actualmente dominada pelo castelhano. Enquanto várias línguas maias estão moribundas ou são consideradas em risco de desaparecerem, outras permanecem perfeitamente viáveis, com falantes de todos os grupos etários e com a língua nativa a ser utilizada em todos os domínios sociais.

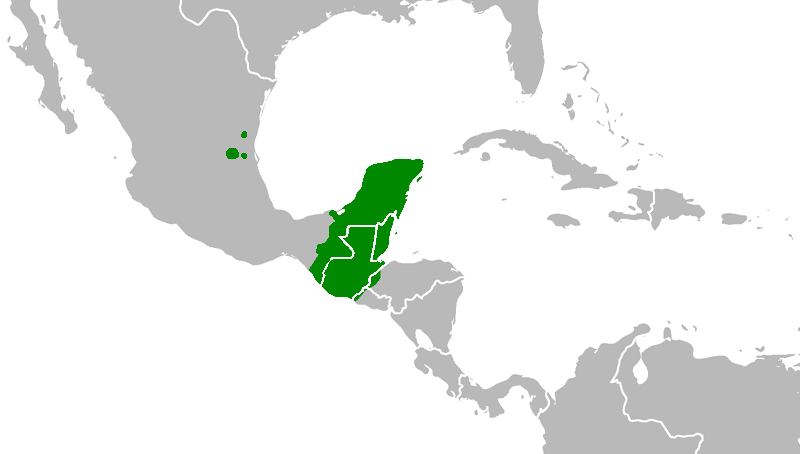
Localização das populações falantes das línguas maias (um mapa detalhado da distribuição das várias línguas pode ser visto aqui)

### Período moderno
À medida que a arqueologia maia avançou durante o século XX e que as ideologias nacionalistas e aquelas baseadas no orgulho étnico se disseminaram, os povos falantes das línguas maias começaram a desenvolver uma identidade étnica como maias, os herdeiros da grande civilização maia. A palavra "maia" parece ter sido derivada da cidade pós-clássica de Mayapán; o seu significado mais limitado nos tempos pré-coloniais e coloniais aponta para uma origem numa região particular da península de Iucatã. O significado mais abrangente  de "maia" agora corrente, apesar de definido por ligações linguísticas, é também utilizado para referir os traços culturais ou étnicos. A maioria dos maias identifica-se primeiramente com um grupo étnico particular, por exemplo como iucatecas ou quichés; mas reconhecem também um parentesco maia partilhado.
A língua tem sido fundamental na definição dos limites desse parentesco. Talvez paradoxalmente, este orgulho na unidade conduziu a uma insistência na separação entre diferentes línguas maias, algumas das quais são tão aparentadas que poderiam facilmente ser referidas como dialectos de uma única língua. Porém, dado que o termo dialecto foi no passado utilizado com conotações raciais, fazendo-se uma distinção espúria entre "dialectos" ameríndios e "línguas" europeias, o uso preferido nos últimos anos tem sido o de designar as variedades linguísticas faladas por grupos étnicos diferentes como línguas separadas.
Na Guatemala, assuntos como o desenvolvimento de ortografias padronizadas para as línguas maias são responsabilidade da Academia de Lenguas Mayas de Guatemala (ALMG; Academia de Línguas Maias da Guatemala), fundada por organizações maias em 1986. Após os acordos de paz de 1996 tem vindo a obter reconhecimento como autoridade reguladora das línguas maias quer entre os académicos maias, quer entre os próprios povos maias.

## Genealogia e classificação

### Relações com outras famílias
A família linguística maia não possui laços demonstrados com outras famílias linguísticas. As semelhanças com algumas línguas da Mesoamérica são entendidas como o resultado da difusão de traços linguísticos de línguas vizinhas para as línguas maias e não como havendo resultado de uma origem comum. Está demonstrado que a Mesoamérica é uma área de grande difusão linguística.
Numerosas propostas muito díspares têm tentado ligar a família maia a outras famílias linguísticas ou a línguas isoladas, mas de um modo geral nenhuma delas foi apoiada pelos linguistas. Alguns exemplos incluem ligar as  línguas maias com: uru-chipaya, mapudungun, lenca, purépecha e huave. O maia também foi incluído em várias hipóteses sobre as línguas hocanas e penutianas. O linguista Joseph Greenberg incluiu o maia na sua muito discutida hipótese das línguas ameríndias, que é rejeitada pela maioria dos linguistas históricos por não ter suporte nas evidências disponíveis.
Segundo Lyle Campbell, a mais promissora das propostas é a hipótese "Macro-Maia", que postula a existência de ligações linguísticas entre as línguas maias, mixe-zoqueanas e totonacanas, mas é necessária mais investigação para suportar ou desacreditar esta hipótese.
A família maia consiste em trinta línguas. Em geral, essas línguas são agrupadas em 6 grupos principais (Yucateco, Huasteco, Chʼol–Tzeltal, Qʼanjobʼal, Mameano e Quichean). A família das línguas maias encontra-se extremamente bem-documentada e o seu esquema de classificação genealógica encontra-se bem estabelecido e aceite, exceptuando algumas questões menores ainda não totalmente esclarecidas.
Uma destas questões é a posição do cholano e do canjobalano-chujeano. Alguns académicos pensam que estes idiomas formam um ramo separado (como no diagrama abaixo). Outros linguistas não apoiam a ideia de uma relação de proximidade entre o cholano e o canjobalano-chujeano; consequentemente consideram dois ramos distintos emanando directamente do protomaia.

Esquema da evolução do protomaia até às línguas maias actuais. Modelo exposto por Sharer corrigido com os mais recentes dados filogenéticos, e do estudo da separação do cholano durante o período maia.

## Geografia e demografia

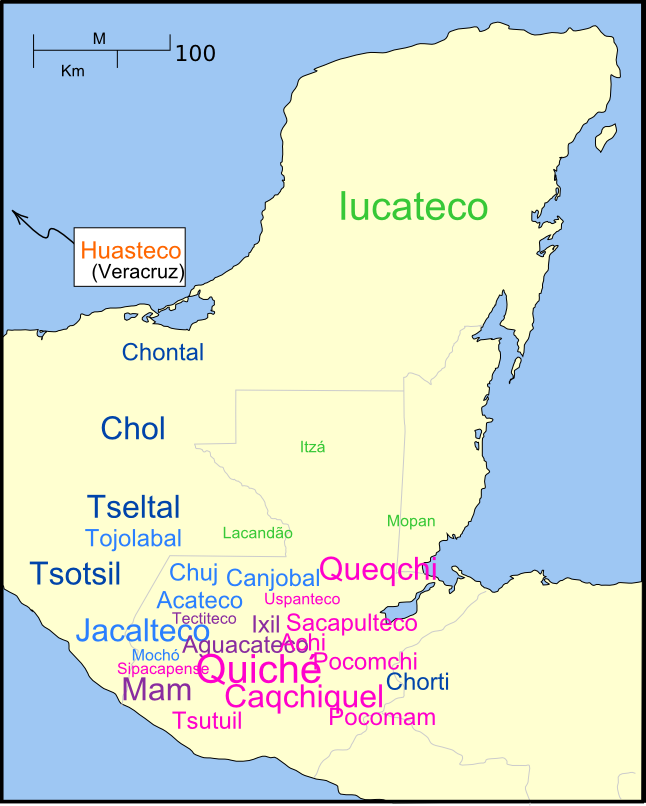
Mapa das áreas em que são faladas as várias línguas maias. O tamanho do texto indica o tamanho relativo das populações de falantes (iucateco e quiché com 900 000 e 2 000 000 de falantes respectivamente; 100 000 a 500 000 falantes; 10 000 - 100 000 falantes; e menos de 10 000 falantes)

### Grupo huastecano
O huasteco (ou huaxteco) é falado por aproximadamente 110 000 pessoas. É a mais divergente das actuais línguas maias. O chicomucelteco era uma língua aparentada com o huasteco, falada em Chiapas e extinta antes de 1982.

### Grupo iucatecano
O iucateco (ou iucateque) (conhecido simplesmente como "maia" pelos seus falantes) é a língua maia mais falada no México. Actualmente é falada por aproximadamente 800 000 pessoas, a grande maioria das quais habitantes da península de Iucatã. Possui uma rica literatura pós-colonial e permanece como a primeira língua em áreas rurais de Yucatán e dos estados vizinhos de Quintana Roo e Campeche.
As outras três línguas iucatecanas são o mopan, falado por aproximadamente 10 000 pessoas, sobretudo no Belize; o itzá, uma língua extinta (ou quase extinta) da zona de Petén na Guatemala; e o lacandão (ou lakantun) também fortemente ameaçado, com apenas 1 000 falantes em algumas poucas aldeias na orla da Selva Lacandona, em Chiapas.

### Grupo cholano-tseltalano

#### Cholano
As línguas cholanas foram em tempos faladas por toda a área maia, mas actualmente a língua cholana com o maior número de falantes é o chol, falado por 130 000 pessoas em Chiapas. A sua parente mais próxima, a língua chontal maia, é falada por 55 000 pessoas no estado de Tabasco. Outra língua relacionada, e actualmente ameaçada, é o chorti, falado por 30 000 pessoas na Guatemala. O chorti foi em tempos falado também no extremo ocidental das Honduras e em El Salvador, mas actualmente a variante de El Salvador encontra-se extinta e a hondurenha em vias de extinção. O cholti, uma língua irmã do chorti, encontra-se também extinto.
Crê-se que as línguas cholanas sejam as mais conservadoras em termos de vocabulário e fonologia, e as mais estreitamente relacionadas com a língua das inscrições do período clássico encontradas nas terras baixas centrais. Podem ter funcionado como línguas de prestígio, coexistindo com outros dialectos em algumas zonas. Esta suposição fornece uma explicação plausível para a distância geográfica entre a zona chorti e as zonas onde são falados o chol e o chontal.

#### Tseltalano
As línguas mais próximas das línguas cholanas são as línguas do ramo tseltalano, tsotsil e tseltal, ambas faladas em Chiapas por grandes populações estáveis ou em crescimento (265 mil para o tsotsil e 215 mil para o tseltal). Tanto o tsotsil como tseltal têm dezenas de milhar de falantes monolingues.

### Grupo canjobalano-chujeano

#### Canjobalano
O canjobal é falado por 77 000 pessoas no departamento guatemalteco de Huehuetenango, e por pequenas populações em outras zonas. O jacalteco (também conhecido como popti) é falado por quase 100 000 pessoas em vários municípios do departamento de Huehuetenango. Outra língua que faz parte deste ramo é o acateco, com mais de 50 000 falantes em San Miguel Acatán e San Rafael La Independencia.

#### Chujeano
A língua chuj é falada por 40 000 pessoas em Huehuetenango e por 9 500 pessoas, sobretudo refugiados, no México, no município de Trinitaria em Chiapas e nas aldeias de Tziscau e Cuauhtémoc. O tojolabal é falado no leste de Chiapas por aproximadamente 36 000 pessoas.

### Grupo quicheano-mameano
As línguas e dialectos quicheano-mameanos, são falados nas terras altas da Guatemala.
O queqchi constitui um ramo separado dentro do grupo quicheano-mameano e é falado por aproximadamente 400 000 pessoas no sul do departamento de El Petén e no departamento de Alta Verapaz na Guatemala, e por 9 000 falantes no Belize. Em El Salvador é falado por 12 000 pessoas, na sequência de migrações recentes.
A língua uspanteca é nativa exclusivamente do município de Uspantán no departamento guatemalteco de El Quiché, e tem 3 000 falantes, entre os quais se conta Rigoberta Menchú ganhadora do Prémio Nobel da Paz.

#### Mameano
A língua com mais falantes entre as línguas mameanas é o mam, falado por 150 000 pessoas nos departamentos de San Marcos, Huehuetenango (Todos Santos Cuchumatán) e Quetzaltenango. O aguacateco é a língua de 20 000 habitantes de Aguacatán, outro município de Huehuetenango. O ixil é falado por 18 000 pessoas na região do Triângulo Ixil no departamento de El Quiché.
O tectiteco (ou teco) é falado por mais de 1 000 pessoas no município de Tectitán e por 1 000 refugiados que se encontram no México. O número de falantes de tectiteco parece estar a aumentar.

#### Quicheano
O quiché, a língua maia com maior número de falantes, é falada por aproximadamente 1 milhão de pessoas nas terras altas da Guatemala, em redor das povoações de Chichicastenango e Quetzaltenango e nos montes Cuchumatanes, bem como por migrantes urbanos na Cidade da Guatemala. O famoso texto mitológico maia, Popol Vuh, está escrito numa forma antiga de quiché, muitas vezes chamada quiché clássico. A cultura quiché encontrava-se no seu auge por altura da conquista espanhola. Utatlán, próximo da actual cidade de Santa Cruz del Quiché, era o seu centro económico e cerimonial.
O achi é falado por 85 000 pessoas em Cubulco e Rabinal, dois municípios de Baja Verapaz. Em algumas classificações o achi é considerado uma variante do quiché. No entanto, devido à separação histórica entre as duas etnias, os maias achi não se consideram quichés.
O caqchiquel é falado por cerca de 400 000 numa área que se estende para oeste desde a Cidade da Guatemala até à margem norte do lago de Atitlán. A obra Anais dos Caqchiqueles, escrito em caqchiquel, é uma importante obra literária datada do século XVI, que conta a história das classes governantes do povo caqchiquel.
O tsutuil tem cerca de 90 000 falantes na vizinhança do lago de Atitlán. Outros membros do ramo quicheano são o sacapulteco, falado por pouco menos de 40 000 pessoas sobretudo no departamento de El Quiché, e o sipacapense, que é falado por 8 000 pessoas em Sipacapa, no departamento de San Marcos.

#### Pocom
As línguas pocom são estreitamente aparentadas com o quiché, com o qual constituem um sub-ramo do grupo quicheano-mameano.
O pocomchi é falado por 90 000 pessoas em Purulhá, em Baja Verapaz, e nos seguintes municípios de Alta Verapaz: Santa Cruz Verapaz, San Cristóbal Verapaz, Tactic, Tamahú e Tucurú. O pocomam é falado por aproximadamente 30 000 pessoas em várias pequenas bolsas, a maior das quais situa-se no departamento de Alta Verapaz. O pocomam foi em tempos também falado em El Salvador.

## Fonologia

### Sistema sonoro protomaia
O protomaia (o ancestral comum das línguas maias segundo a reconstrução por meio do método comparativo) possuía uma estrutura silábica predominante do tipo CVC, admitindo os encontros consonantais apenas entre sílabas. A maioria dos radicais protomaias era monossilábica exceptuando alguns radicais nominais dissilábicos.
Devido à perda de vogais subsequentemente ocorrida, muitas línguas maias apresentam actualmente encontros consonantais em ambos os extremos das sílabas. Após a reconstrução de Lyle Campbell e Terrence Kaufman, a língua protomaia possuía os sons seguintes; os sons presentes nas línguas modernas são em larga medida semelhantes aos do conjunto apresentado abaixo.
|              | Anteriores | Anteriores | Centrais | Centrais | Posteriores | Posteriores |
| Curtas       | Longas     | Curtas     | Longas   | Curtas   | Longas      |             |
| ------------ | ---------- | ---------- | -------- | -------- | ----------- | ----------- |
| Fechadas     | [i]        | [iː]       |          |          | [u]         | [uː]        |
| Semifechadas | [e]        | [eː]       |          |          | [o]         | [oː]        |
| Abertas      |            |            | [a]      | [aː]     |             |             |

|            | Bilabiais  | Bilabiais | Alveolares | Alveolares | Palatais  | Palatais | Velares   | Velares | Uvulares  | Uvulares | Glotais |     |
| Simples    | Implosivas | Simples   | Ejectivas  | Simples    | Ejectivas | Simples  | Ejectivas | Simples | Ejectivas | Simples  |         |     |
| ---------- | ---------- | --------- | ---------- | ---------- | --------- | -------- | --------- | ------- | --------- | -------- | ------- | --- |
| Oclusivas  | [p]        | [ɓ]       | [t]        | [t’]       | [tʲ]      | [tʲ’]    | [k]       | [k’]    | [q]       | [q’]     | [ʔ]     |     |
| Africadas  |            |           | [ts]       | [ts’]      | [tʃ]      | [tʃ’]    |           |         |           |          |         |     |
| Fricativas |            |           | [s]        | [s]        | [ʃ]       | [ʃ]      |           |         | [χ]       | [χ]      | [h]     | [h] |
| Nasais     | [m]        | [m]       | [n]        | [n]        |           |          | [ŋ]       | [ŋ]     |           |          |         |     |
| Líquidas   |            |           | [l] [r]    | [l] [r]    |           |          |           |         |           |          |         |     |
| Deslizes   |            |           |            |            | [j]       | [j]      | [w]       | [w]     |           |          |         |     |

### Evolução fonológica do protomaia
A classificação das línguas maias baseia-se em mudanças partilhadas entre grupos de línguas. Por exemplo as línguas ocidentais (como o huastecano, iucatecano e cholano) trocaram todos os fonemas protomaia */r/ por [j], algumas línguas orientais retiveram [r] (quicheano), e outras substituíram-no por [ʧ] ou, [t] (mameano). As inovações partilhadas entre o huastecano, iucatecano e cholano mostram que estes idiomas separaram-se das restantes línguas maias antes que as mudanças encontradas em outros ramos das línguas tivessem ocorrido.
| Protomaia       | Huasteco | Iucateco | Mopan   | Tseltal | Chuj    | Canjobal | Mam                | Ixil   | Quiché | Caqchiquel | Pocomam | Queqchi |
| --------------- | -------- | -------- | ------- | ------- | ------- | -------- | ------------------ | ------ | ------ | ---------- | ------- | ------- |
| *[raʔʃ] "verde" | [jaʃ]    | [jaʔʃ]   | [jaʔaʃ] | [jaʃ]   | [jaʔaʃ] | [jaʃ]    | [ʧaʃ]              | [ʧaʔʃ] | [raʃ]  | [rɐʃ]      | [raʃ]   | [raːʃ]  |
| *[war] "sono"   | [waj]    | [waj]    | [wɐjn]  | [waj]   | [waj]   | [waj]    | [wit] (Aguacateco) | [wat]  | [war]  | [war]      | [wɨr]   | [war]   |

As oclusivas palatalizadas ([tʲ’] e [tʲ] não se encontram em nenhuma das famílias modernas. Outrossim, estão reflectidos diferentemente em diferentes ramos, permitindo a reconstrução destes fonemas como oclusivas palatalizadas. No ramo oriental (chujeano-canjobalano e cholano) estão reflectidas como [t] e [t’]. No mameano estão reflectidas como [ʦ] e [ʦ’] e no quicheano como [ʧ] e [ʧ’]. O iucateco destaca-se de outras línguas ocidentais pelo facto de as suas oclusivas palatalizadas serem por vezes mudadas para [ʧ] ou [t].
| Protomaia         | Iucateco | Canjobal | Jacalteco | Mam    | Ixil  | Quiché | Caqchiquel |
| ----------------- | -------- | -------- | --------- | ------ | ----- | ------ | ---------- |
| *[tʲeːʔ] "árvore" | [ʧeʔ]    | [teʔ]    | [teʔ]     | [ʦeːʔ] | [ʦeʔ] | [ʧeːʔ] | [ʧeʔ]      |
| *[tʲaʔŋ] "cinzas" | [taʔn]   | [tan]    | [taŋ]     | [ʦaːx] | [ʦaʔ] | [ʧaːx] | [ʧax]      |

O *[ŋ] velar nasal protomaia reflecte-se como [x] nos ramos orientais (quicheano-mameano), [n] no canjobal, chol e iucateco, [h] no huasteco e apenas conservado como [ŋ] no chuj e no jacalteco.
| Protomaia       | Iucateco | Canjobal | Jacalteco | Ixil  | Quiché |
| --------------- | -------- | -------- | --------- | ----- | ------ |
| *[ŋeːh] "cauda" | [neːh]   | [ne]     | [ŋe]      | [xeh] | [xeːʔ] |

### Outras inovações
A formação de subgrupos da família maia baseia-se em inovações linguísticas partilhadas. Descrevem-se aqui alguns dos desenvolvimentos fonológicos utilizados para estabelecer a classificação actual.
O estatuto divergente do huasteco é revelado por várias inovações não partilhadas com outros grupos. O huasteco é o único ramo que substituiu o *[w] protomaia por [b].
O huasteco (mas não o chicomucelteco) é também a única língua maia que possui um fonema velar labializado, [kʷ]; porém, sabe-se que se trata de um desenvolvimento pós-colonial: comparando documentos da época colonial em huasteco com o huasteco moderno, pode ver-se que onde se encontra o [kʷ] moderno encontravam-se originalmente sequências de *[k] seguidas por uma vogal arredondada e um deslize. Por exemplo, a palavra "abutre", que em huasteco moderno se pronuncia [kʷiːʃ], escrevia-se <cuyx> no huasteco colonial, e pronunciava-se *[kuwiːʃ].
O agrupamento dos ramos cholano e iucatecano baseia-se parcialmente na inovadora mudança do *[a] curto para [ɨ]. Todas as línguas cholanas alteraram as vogais longas protomaias *[eː] e *[oː] para [i] e [u] respectivamente. O estatuto independente do iucatecano é evidenciado pelo facto de todas as línguas iucatecanas haverem substituído o *[t] protomaia por [ʧ] na posição final de palavra.
As línguas quicheano-mameanas e canjobalanas, retiveram as paragens uvulares protomaias ([q] e [q’]); em todos os restantes ramos estes sons fundiram-se com [k] e [k’], respectivamente. Portanto, pode dizer-se que o agrupamento quicheano-mameano assenta sobretudo em retenções partilhadas em lugar de inovações.
O mameano distingue-se do quicheano em larga medida por uma mudança em cadeia que alterou *[r] para [t], *[t] para [ʧ], *[ʧ] para [ʈʂ] e *[ʃ] para [ʂ]. Estas africadas e fricativas retroflexas estenderam-se mais tarde ao canjobal por contacto linguístico.
Dentro do ramo quicheano, o caqchiquel e o tsutuil diferem do quiché por terem mudado os *[w] e *[ɓ] finais protomaias para [j] e [ʔ] respectivamente em palavras polissilábicas.
Outras mudanças são gerais em toda a família maia. Por exemplo, a glotal fricativa protomaia *[h], que nenhuma língua reteve como tal, tem numerosos reflexos nas várias línguas filhas dependendo da sua posição na palavra. Em alguns casos alongou uma vogal precedente nas línguas que mantiveram a métrica das vogais. Noutras línguas tornou-se [w], [j], [ʔ], [x], ou desapareceu.
Outras inovações esporádicas ocorreram independentemente em vários ramos. Por exemplo, desapareceu a métrica distintiva das vogais no canjobalano-chujeano (excepto no mochó e acateco), caqchiquel e chol. Outras línguas transformaram a distinção da métrica  numa de vogais tensas versus vogais relaxadas, perdendo mais tarde esta distinção, na maioria dos casos. No entanto, o caqchiquel manteve uma vogal tipo schwa centralizada e relaxada como reflexo do [a] protomaia.
Duas línguas, o iucateco e o uspanteco, além de um dialecto de tsotsil, introduziram uma distinção tonal entre as vogais, com tons baixos e altos correspondendo à anterior métrica das vogais além de reflectir *[h] e *[ʔ].

## Gramática
A gramática das línguas maias é mais simples que a de outras línguas mesoamericanas, ainda assim a sua morfologia é considerada aglutinante e polissintética. Os verbos são marcados quanto ao aspecto e tempo, pessoa do sujeito, pessoa do objecto (no caso dos verbos transitivos) e pluralidade da pessoa. Substantivos possuídos são marcados para a pessoa do possuidor. Não existem casos ou géneros nas línguas maias.

### Ordem sintática
Pensa-se que o protomaia tinha uma ordem sintática básica Verbo Objecto Sujeito (VOS) com possibilidade de mudança para Verbo Sujeito Objecto (VSO) em certas circunstâncias, tais como orações complexas, orações em que o objecto e o sujeito eram de igual animacidade e quando o sujeito era definido. Actualmente o iucateco, o tsotsil e o tojolabal possuem uma ordem sintática básica VOS fixa. No mameano, canjobal, jacalteco e num dialecto de chuj a ordem sintática é fixa do tipo VSO. Apenas o chorti tem uma ordem sintática básica do tipo Sujeito Verbo Objecto (SVO). Outras línguas maias permitem as ordens sintáticas VSO e VOS.

### Classificadores numerais
No caso de contagens, é necessário utilizar classificadores numerais que especificam a classe dos itens a serem contados; o numeral não pode aparecer sem o classificador acompanhante. A classe é geralmente atribuída conforme o objecto seja animado ou inanimado ou consoante a forma geral dum objecto. Assim, quando se contam objectos "planos", é utilizado um classificador numeral diferente do utilizado quando se contam objectos arredondados ou oblongos ou pessoas. Em algumas línguas maias como o chontal, os classificadores tomam a forma de afixos ligados ao numeral; em outras como tseltal, são formas livres. No jacalteco os classificadores também podem ser usados como pronomes.
O significado atribuído a um substantivo pode ser significativamente alterado por alteração do classificador acompanhante. No chontal, por exemplo, quando se usa o classificador -tek com nomes de plantas entende-se que os objectos enumerados são árvores completas. Se nesta expressão um classificador diferente, -ts'it (para contar objectos longos, delgados) substitui o classificador -tek, isto transmite o significado de que apenas paus ou ramos da árvore estão a ser contados:
| untek wop (um-árvore jahuacte) "uma árvore jahuacte" | untek wop (um-árvore jahuacte) "uma árvore jahuacte" | untek wop (um-árvore jahuacte) "uma árvore jahuacte" | unts'it wop (um-pau jahuacte) "um pau de uma árvore jahuacte" | unts'it wop (um-pau jahuacte) "um pau de uma árvore jahuacte" | unts'it wop (um-pau jahuacte) "um pau de uma árvore jahuacte" |
| un-                                                  | tek                                                  | wop                                                  | un-                                                           | ts'it                                                         | wop                                                           |
| um-                                                  | "planta"                                             | árvore jahuacte                                      | um-                                                           | "longo.delgado.objecto"                                       | árvore jahuacte                                               |

### Posse
A morfologia dos substantivos maias é bastante simples: inflectem com o número (singular ou plural), e, quando possuídos, com a pessoa e número do possuidor. A posse pronominal é expressada por um conjunto de prefixos possessivos ligados ao substantivo, como no caqchiquel ru-kej "cavalo dele/dela". Os substantivos podem ainda adoptar uma forma especial marcando-os como possuídos. Para os possuidores nominais, o substantivo possuído é inflectido como possuído por uma terceira pessoa possuidora e seguido pelo substantivo possuidor, por exemplo, no caqchiquel ru-kej ri achin "o cavalo do homem" (literalmente "o seu cavalo o homem"). Este tipo de formação é um dos principais traços característicos da área linguística mesoamericana e é recorrente na Mesoamérica.
Muitas vezes as línguas maias contrastam a posse alienável e inalienável variando o modo como o substantivo é (ou não) marcado como possuído. O jacalteco, por exemplo, contrasta o inalienavelmente possuído wetʃel   "a minha foto (na qual apareço)" com o alienavelmente possuído wetʃele   "a minha foto (tirada por mim)". O prefixo we- marca o possuidor da primeira pessoa do singular em ambos os casos, mas a ausência do prefixo possessivo -e na primeira forma marca a posse inalienável.

### Substantivos relacionais
As línguas maias, se têm preposições, têm apenas uma. Para expressar a localização e outras relações entre entidades, é feito uso de uma classe especial de "substantivos relacionais". Este padrão também é recorrente em toda a Mesoamérica e é outro traço característico da área linguística mesoamericana. Em maia a maioria dos substantivos relacionais são metaforicamente derivados de partes corporais de forma que "em cima de" é expresso pela palavra para cabeça.
Os substantivos relacionais são possuídos pelo constituinte que é o ponto de referência da relação, e o substantivo relacional designa a relação. Então, em maia diríamos "a cabeça da montanha" (literalmente "a sua cabeça a montanha") para significar "em (cima de) a montanha". Assim, no quiché clássico do Popol Vuh lemos u-wach ulew "na terra" (literalmente "sua cara a terra").

### Sujeitos e objectos
As línguas maias são ergativas quanto ao seu alinhamento morfossintático. Isto significa que o sujeito de um verbo intransitivo é tratado de modo semelhante ao objecto de um verbo transitivo, mas de modo diferente do sujeito de um verbo transitivo.
As línguas maias têm dois conjuntos de afixos que são ligados a um verbo para indicar a pessoa dos seus argumentos. Um conjunto (frequentemente referido nas gramáticas maias como conjunto A) indica a pessoa dos sujeitos de verbos intransitivos, e de objectos de verbos transitivos. Podem também ser usados com predicados de adjectivos ou substantivos para indicar o sujeito.
| Uso                                    | Exemplo      | Língua do exemplo | Tradução                   |
| -------------------------------------- | ------------ | ----------------- | -------------------------- |
| Sujeito de um verbo intransitivo       | x-ix-ok      | Caqchiquel        | "Vocês entraram"           |
| Objecto de um verbo transitivo         | x-ix-ru-chöp | Caqchiquel        | "Ele/ela levou vocês"      |
| Sujeito de predicado adjectivo         | ix-samajel   | Caqchiquel        | "Vocês são trabalhadores." |
| Sujeito de um predicado de substantivo | 'antz-ot     | Tsotsil           | "Você é uma mulher."       |

Outro conjunto (conjunto B) é usado para indicar a pessoa dos sujeitos de verbos transitivos, e ainda os possuidores dos substantivos (incluindo substantivos relacionais).
| Uso                          | Exemplo         | Língua do exemplo | Tradução                                                            |
| ---------------------------- | --------------- | ----------------- | ------------------------------------------------------------------- |
| Sujeito dum verbo transitivo | x-ix-ru-chöp    | Caqchiquel        | "Ele/ela levou vocês"                                               |
| Marcador possessivo          | ru-kej ri achin | Caqchiquel        | "o cavalo do homem" (literalmente: "'seu cavalo o homem")           |
| Marcador relacional          | u-wach ulew     | Quiché clássico   | "na terra" (literalmente: "sua cara a terra", i.e. "cara da terra") |

### Verbos
Além do sujeito e objecto (agente e paciente), os verbos maias têm afixos assinalando aspecto, tempo e modo como no exemplo abaixo:
| Aspecto/modo/tempo                         | Prefixo Classe A     | Prefixo Classe B   | Radical | Aspecto/modo/voz | Plural |
| ------------------------------------------ | -------------------- | ------------------ | ------- | ---------------- | ------ |
| k-                                         | in-                  | a-                 | ch'ay   | -o               |        |
| Incompletivo                               | 1ª pes. sg. Paciente | 2ª pes. sg. Agente | bater   | Incompletivo     |        |
| (K'iche') kinach'ayo "Está batendo em mim" |                      |                    |         |                  |        |

Os sistemas do tempo verbal nas línguas maias são geralmente simples. O jacalteco, por exemplo, contrasta apenas passado e não passado, enquanto o mam tem apenas futuro e não futuro. Os sistemas do aspecto verbal são normalmente mais proeminentes. O modo regra geral não forma um sistema separado no maia, sendo antes entrelaçado com o sistema tempo/aspecto. Kaufman reconstruiu um sistema tempo/aspecto/modo para o protomaia incluindo sete aspectos: incompletivo, progressivo, completivo/pontual, imperativo, potencial/futuro, optativo, e perfectivo.
As línguas maias tendem a possuir um conjunto rico de vozes verbais. O protomaia tinha pelo menos uma construção passiva bem como uma regra antipassiva para menosprezar a importância do agente relativamente ao paciente. O quiché moderno tem duas antipassivas: uma que foca o objecto e outra que enfatiza a acção verbal. Seguem-se outras construções relacionadas com a voz verbal que ocorrem nas línguas maias: mediopassiva, incorporacional (incorporando um objecto directo no verbo), instrumental (promovendo o instrumento para a posição do objecto) e referencial (um tipo de aplicativa, promovendo um argumento indirecto benefactivo ou recipiente à posição do objecto).

### Estativos e posicionais
Os estativos são uma classe de palavras predicativas expressando uma qualidade ou estado, cujas propriedades sintáticas se encontram entre as dos verbos e adjectivos das línguas indo-europeias. Tal como os verbos, os estativos podem por vezes ser inflectidos para pessoa mas normalmente não possuem inflecções para o tempo, aspecto e outras categorias puramente verbais. Os estativos podem ser adjectivos, posicionais ou numerais.
Os posicionais, uma classe de palavras característica, se não única, das línguas maias, são estativos com significados ligados à posição ou forma de um objecto ou pessoa. As línguas maias possuem entre 250 e 500 radicais posicionais distintos:
Nestas três orações em canjobal, os posicionais são telan ("algo grande e cilíndrico deitado como se tivesse caído"), woqan ("pessoa sentada num objecto semelhante a uma cadeira"), e xoyan ("enrolado como uma corda ou cobra").

### Formação das palavras
A composição de radicais substantivos para formar novos substantivos é comum; existem também muitos processos morfológicos para derivar substantivos a partir de verbos. Os verbos também admitem afixos derivacionais altamente produtivos e de vários tipos, a maioria dos quais especifica a transitividade da voz.
Algumas línguas maias permitem a incorporação de troncos substantivos em verbos, quer como objectos directos ou em outras funções. Porém, existem muito poucos afixos com significados adverbiais ou modais.
Como em outras línguas mesoamericanas, ocorre de forma generalizada o uso metafórico de radicais denotando partes corporais, particularmente para formar locativos e substantivos relacionais como o tseltal/tsotsil ti' na "porta" (literalmente "boca da casa"), ou caqchiquel chi ru-pam "dentro" (literalmente "boca seu-estômago").

## Sistemas de escrita

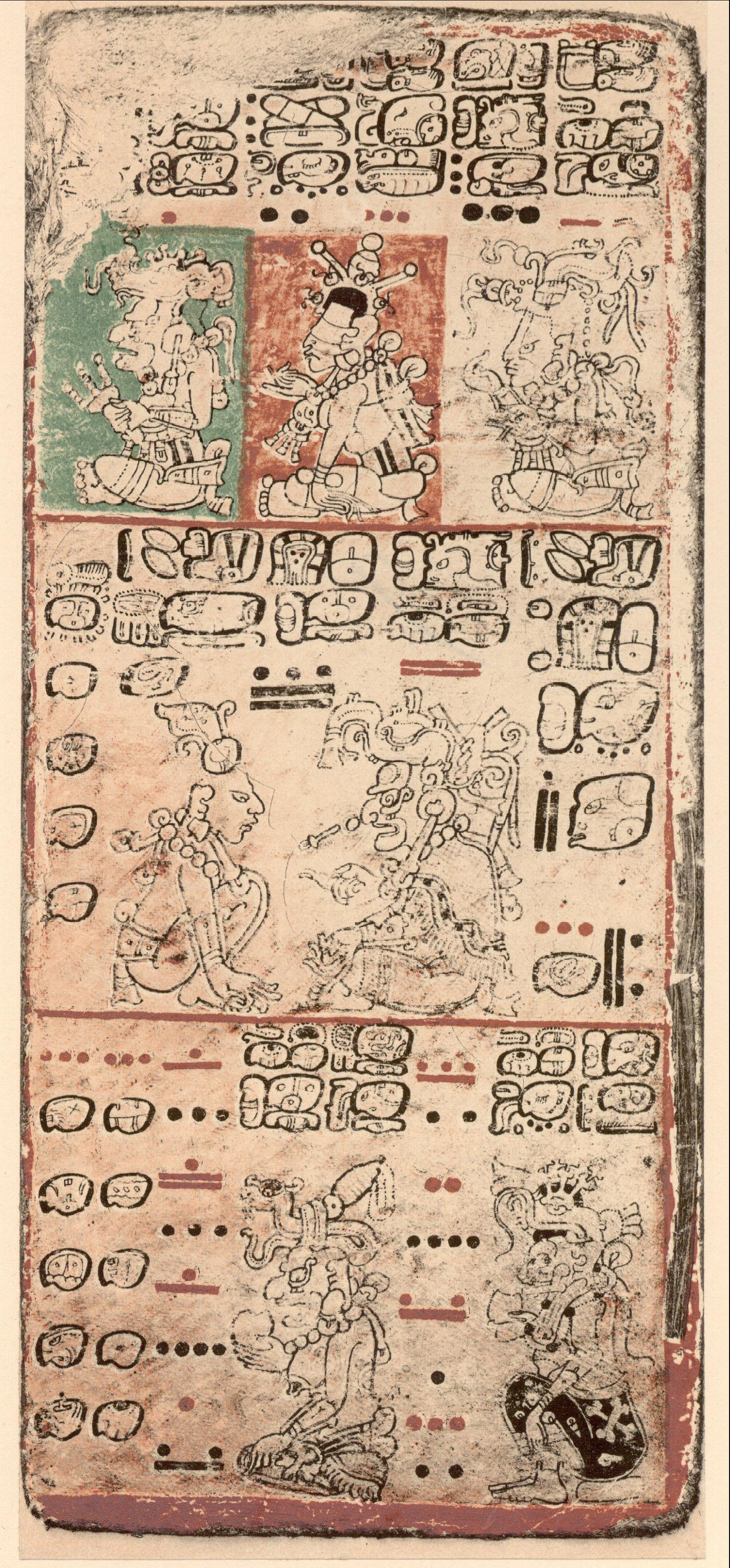
Página 9 do Códice de Dresden mostrando a língua maia do período clássico escrita com hieróglifos maias. (edição Förstermann 1880)

Foi decifrado quase na sua totalidade um sistema de escrita complexo, utilizado para escrever as línguas maias nos tempos pré-colombianos, e hoje conhecido a partir de relevos esculpidos existentes em vários sítios arqueológicos maias. Tratava-se de um sistema de escrita misto, parcialmente logográfico e parcialmente silábico.
Na época colonial as línguas maias passaram a ser escritas num sistema de escrita derivado do alfabeto latino; as ortografias foram desenvolvidas maioritariamente por gramáticos missionários. Nem todas as línguas maias actuais possuem ortografias padronizadas, mas as línguas maias da Guatemala utilizam um sistema fonético padrão de base latina desenvolvido pela Academia de Lenguas Mayas de Guatemala (ALMG). As ortografias para as línguas do México encontram-se actualmente em desenvolvimento no Instituto Nacional de Lenguas Indígenas (INALI).England (2007, pp. 14, 93)</ref>

### Escrita glífica
A civilização maia pré-colombiana desenvolveu e utilizou um sistema de escrita intricado e versátil o qual é o único sistema de escrita mesoamericano que se pode considerar quase totalmente decifrado. Entre outras civilizações anteriores à civilização maia, estabelecidas a oeste e norte das terras maias, que também possuíam sistemas de escrita registados em inscrições ainda existentes incluem-se os zapotecas, olmecas, e os povos de fala zoque do sul de Veracruz e da zona ocidental de Chiapas - mas estes sistemas encontram-se quase totalmente por decifrar. É geralmente aceite a ideia segundo a qual o sistema de escrita maia foi adaptado de um ou mais destes sistemas mais antigos, e várias referências identificam o ainda não decifrado sistema de escrita olmeca como o precursor mais plausível.
No curso da decifração do sistema hieroglífico maia tornou-se evidente que se tratava de um sistema de escrita totalmente funcional e no qual era possível expressar qualquer oração da língua falada de forma inequívoca. O sistema é de um tipo mais bem classificado como logossilábico, no qual os símbolos (glifos ou grafemas) podem ser usados quer como logogramas quer como sílabas.
O sistema de escrita possui um silabário completo (apesar de nem todas as sílabas possíveis terem sido ainda identificadas), e um escriba maia seria capaz de escrever qualquer coisa foneticamente, sílaba por sílaba, utilizando estes símbolos. Na prática porém, quase todas as inscrições de qualquer extensão foram escritas empregando uma combinação de sinais silábicos e logogramas.

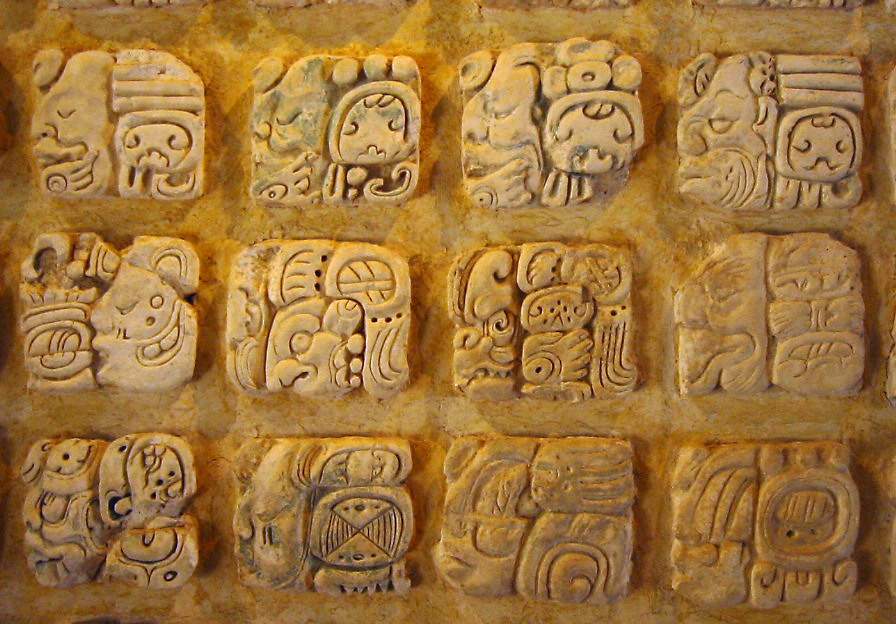
Glifos maias em estuque no Museo de sitio em Palenque, México

Pelo menos duas línguas maias principais foram seguramente identificadas em textos hieroglíficos, com pelo menos uma outra provavelmente identificada. Uma variedade linguística arcaica conhecida como língua maia clássica é predominante nestes textos, particularmente nas inscrições da época clássica encontradas nas terras baixas do centro-sul. Esta língua mais antiga é aparentada do ramo cholano da família linguística, e entre os seus descendentes modernos encontram-se o chol, o chorti e o chontal.
Foram também reconhecidas ou propostas inscrições numa antiga língua iucatecana (a ancestral da actual língua iucateque), sobretudo na península de Iucatã e pertencendo a um período posterior ao do maia clássico. Três dos quatro códices maias ainda existentes baseiam-se no iucateque. Foi também proposto que algumas inscrições encontradas nas terras altas de Chiapas podem estar escritas em tseltalano cujos descendentes modernos são o tseltal e o tsotsil. Presume-se que tenham sido usadas outras variedades regionais e dialectos, mas não foram ainda identificados com certeza.
O uso e conhecimento do sistema de escrita maia continuaram, pelo menos, até à conquista do Iucatã no século XVI. O bispo Diego de Landa descreveu o uso de escrita hieroglífica nas práticas religiosas dos maias iucateques, que ele proibia activamente. Landa e os colonizadores espanhóis da área maia destruíram grande número de códices escritos em hieroglifos, pondo termo de forma efectiva à tradição mesoamericana de literacia com um sistema de escrita nativo.

### Ortografia moderna
Desde o período colonial praticamente todos os escritos maias usam caracteres latinos. Até há algum tempo a ortografia baseava-se de um modo geral no espanhol, e apenas recentemente começaram a surgir convenções ortográficas padronizadas. As primeiras normas ortográficas de aceitação generalizada foram elaboradas para o maia iucateque pelos autores e contribuidores do Diccionario Maya Cordemex, um projecto dirigido por Alfredo Barrera Vásquez e publicado pela primeira vez em 1980. Subsequentemente, a ALMG, criada em 1986, adaptou essas normas às 21 línguas maias da Guatemala.
| Vogais                                                     | Vogais | Vogais | Vogais | Vogais | Vogais               | Consoantes | Consoantes | Consoantes | Consoantes | Consoantes | Consoantes | Consoantes | Consoantes | Consoantes | Consoantes |
| ALMG                                                       | IPA    | ALMG   | IPA    | ALMG   | IPA[A] !ALMG[B] !IPA | ALMG       | IPA        | ALMG       | IPA        | ALMG       | IPA        | ALMG       | IPA        |            |            |
| ---------------------------------------------------------- | ------ | ------ | ------ | ------ | -------------------- | ---------- | ---------- | ---------- | ---------- | ---------- | ---------- | ---------- | ---------- | ---------- | ---------- |
| a                                                          | [a]    | aa     | [aː]   | ä      | [ɐ]                  | b'         | [ɓ]        | b          | [b]        | ch         | [ʧ]        | ch'        | [ʧ’]       | h          | [h]        |
| e                                                          | [e]    | ee     | [eː]   | ë      | [ə]                  | j          | [x]        | k          | [k]        | k'         | [k’]       | l          | [l]        | m          | [m]        |
| i                                                          | [i]    | ii     | [iː]   | ï      | [ɪ]                  | n          | [n]        | nh         | [ŋ]        | p          | [p]        | q          | [q]        | q'         | [q’]       |
| o                                                          | [o]    | oo     | [oː]   | ö      | [ʌ]                  | r          | [r]        | s          | [s]        | t          | [t]        | t'         | [t’]       | tz         | [ʦ]        |
| u                                                          | [u]    | uu     | [uː]   | ü      | [ʊ]                  | tz'        | [ʦ’]       | w          | [w]        | x          | [ʃ]        | y          | [j]        | '          | [ʔ]        |
| A B Estes sinais e vogais apenas são usados no caqchiquel. |        |        |        |        |                      |            |            |            |            |            |            |            |            |            |            |

Para as línguas que fazem uma distinção entre africadas e fricativas palatoalveolares e retroflexas (mam, ixil, tectiteco, canjobal, popti e acateca) é utilizado o conjunto de convenções seguinte:
| ALMG | IPA  | ALMG | IPA   |
| ---- | ---- | ---- | ----- |
| ch   | [ʧ]  | ch'  | [ʧ’]  |
| tx   | [ʈʂ] | tx'  | [ʈʂ’] |
| xh   | [ʃ]  | x    | [ʂ]   |

Um aspecto das ortografias revistas que não tem aceitação generalizada, especialmente fora do contexto guatemalteco, é a conversão de nomes próprios (como nomes de sítios arqueológicos, assentamentos modernos e culturas). Assim, o Cordemex continua a utilizar o termo "Yucatan" (em vez de "Yukatan") no seu prefácio, apesar do facto de a sua ortografia não utilizar um "c", e a maioria dos textos académicos sobre arqueologia continua a escrever os nomes dos sítios arqueológicos e culturas utilizando as grafias originalmente consagradas na literatura ao longo dos séculos.[carece de fontes?]

## Literatura
Desde o período clássico até à actualidade foi escrito um corpo literário nas línguas maias. Os textos mais antigos preservados são sobretudo inscrições monumentais documentando a governação, sucessão e ascensão, conquistas e acontecimentos calendáricos e astronómicos. É provável que outros tipos de literatura tenham sido escritos em meios perecíveis à imagem dos códices maias feitos de amate, dos quais apenas quatro resistiram ao tempo e à campanha de destruição dos missionários espanhóis.
Pouco depois da conquista espanhola, as línguas maias começaram a ser escritas com letras latinas. A literatura da época colonial escrita nas línguas maias inclui o famoso Popol Vuh, uma narrativa mítico-histórica escrita em quiché clássico do século XVII mas que se crê ser baseado numa obra mais antiga escrita na década de 1550, e entretanto perdida. O Título de Totonicapán e a obra teatral do século XVII Rabinal Achí são outras duas obras antigas dignas de nota e escritas em quiché, aquela última no dialecto achi. Os Anais dos Caqchiqueles dos finais do século XVI, o qual fornece uma narrativa histórica do povo caqchiquel, contém elementos paralelos aos relatos constantes do Popol Vuh. Os relatos históricos e proféticos em várias formas conhecidas colectivamente como os livros de Chilam Balam são fontes primárias sobre as antigas tradições dos maias iucateques. O único livro sobrevivente contendo poesia lírica antiga, os Cantares de Dzitbalché por Ah Bam, pertence a este mesmo período.
Além destas obras singulares, foram escritas pelos padres e frades muitas gramáticas antigas de línguas indígenas, chamadas artes. Entre as línguas abrangidas por estas antigas gramáticas incluem-se caqchiquel, quiché clássico, tseltal, tsotsil e iucateque. Algumas delas incluíam traduções do catecismo católico em língua indígena.
Após o período colonial (depois de 1821) a literatura em línguas indígenas praticamente desapareceu, excepto para os linguistas e etnólogos que recolhiam literatura oral. Na sua maioria, os povos maias haviam permanecido analfabetos nas suas línguas nativas, aprendendo a ler e escrever em espanhol, se tanto. Porém, desde o estabelecimento do Cordemex (1980) e da ALMG (1986), a literacia em língua nativa começou a espalhar-se com vários escritores indígenas a iniciarem uma nova tradição de escrita nas línguas maias. Notável entre os membros desta última geração é o poeta quiché Humberto Ak'ab'al, cujos trabalhos são frequentemente publicados em edições bilíngues espanhol-quiché.